# Paul Galvin (football gaélique)
Pour les articles homonymes, voir Paul Galvin.
Paul Galvin, né le 2 novembre 1979 à Lixnaw dans le Comté de Kerry, est un joueur irlandais de football gaélique du club de Lixnaw GAA et du Comté de Kerry. Il joue ailier droit en équipe de Comté. Il a gagné par trois fois le All Ireland avec le Comté de Kerry. Il a gagné quatre All-Ireland et quatre championnats du Munster. Galvin a été nommé trois fois All-Star et connait la consécration en étant élu meilleur joueur de football gaélique pour la saison 2009.

## Sa carrière sportive

### en club
Paul Galvin commence le football gaélique dans le club de son village de naissance Finuge GAA. Il a aussi joué au hurling à Lixnaw GAA. Il remporte son premier titre en 2002 quand Finuge gagne le championnat du Kerry en catégorie junior puis le championnat du Munster dans la même catégorie d’âge. Il recommence la même performance l’année suivante.
Passé senior, Galvin joue pour le club de Feale Rangers. L’équipe se hisse en finale du championnat du Kerry et la remporte pour la première fois en 27 ans.

### Avec Kerry GAA
Paul Galvin rejoint l’équipe senior de Kerry GAA au début des années 2000, mais doit attendre quelques années pour faire partie du 15 titulaire. En 2003 il fait une entrée remarquée en tant que remplaçant lors de la finale du championnat du Munster contre Limerick GAA. Il gagne ainsi son premier trophée senior. Dans la foulée et après une victoire contre Roscommon GAA, Kerry se qualifie pour la demi-finale du All-Ireland contre Tyrone GAA. Après avoir été éliminés rapidement lors des deux championnats précédents, Kerry était prêt à se racheter et étaient donnés comme favoris avant le commencement du match. Face à Tyrone toute l’équipe semble lutter en vain et reste sans ressources face au nouveau style de « défense globale » mis au point par Armagh GAA et perfectionné par Tyrone GAA. Beaucoup de commentateurs critiquent ce style de défense qui empêche de vrais talents comme Darragh Ó Sé et Colm Cooper de s’exprimer mais personne ne peut alors en nier l’efficacité. Tyrone l’emporte très facilement 0-13 à 0-6.
2004 voit Paul Galvin devenir un membre prépondérant de l’équipe du Comté. L’année commence bien puisque Kerry GAA remporte la Ligue nationale de football gaélique. Kerry joue ensuite le championnat du Munster et rencontre en finale pour la deuxième année de suite Limerick. Le match se termine par un surprenant match  nul à 1-10. Le match d’appui est remporté par le Kerry sur le score de 3-10 à 2-9. Le championnat d’Irlande qui termine la saison ne pose pas beaucoup de difficultés à l’équipe de galvin. En finale Kerry affronte Mayo GAA. Un but en tout début de match donne un peu d’espoir à l’équipe du Connacht mais le match est quasiment joué après à peine 20 minutes de jeu. Un but de Colm Cooper et de nombreux points ramènent Kerry en tête. Le score final est largement en faveur du Kerry : 1-20 à 2-9. Paul Galvin est ensuite nommé dans l’équipe de l’année et se voit ainsi attribué le 1000e trophée All-Star depuis la création de celui-ci en 1971.
En 2005, Kerry GAA est le grand favori pour conserver leur titre dans le All-Ireland. Comme prévu l’équipe de Galvin parvient en finale du championnat du Munster. Kerry l’emporte de justesse 1-11 à 0-11 contre leur adversaire traditionnel, Cork GAA. C’est le troisième titre de champion du Munster consécutif pour Galvin. En finale du All-Ireland, Kerry est opposé une nouvelle fois à Tyrone. Se joue alors une des plus grandes finales de la décennie. Tyrone l’emporte difficilement 1-16 à 2-10 après un long chassé-croisé. C’est la première défaite de Paul Galvin en finale.
En 2006, Kerry  se qualifie pour la finale de la Ligue nationale de football gaélique. L’équipe de Galvin commence très mal son match et semble perdre pied jusqu’à l’entrée en jeu de Eoin Brosnan qui transforme l’équipe. Kerry remporte ainsi son 18e titre en NHL. Mais cette victoire n’est pas concrétisée en championnat du Munster. Kerry perd contre Cork et est obligé de jouer les matchs de qualification dans le championnat d’Irlande. Après une victoire contre Longford GAA, Kerry joue les quarts de finale contre Armagh GAA. Après une première mi-temps décevante, Kerry revient en fore pour l’emporter 3-15 à 1-13. Le match est très rugueux et Galvin est sanctionné d’un carton rouge pour une altercation avec un membre de l’encadrement technique d’Armagh. Après une revanche prise sur Cork en demi-finale, Kerry affronte Mayo GAA en finale du championnat. Le début du match est surprenant : après seulement dix minutes de jeu Kerry mène 2-4 à 0 grâce à des buts de Declan O'Sullivan et Kieran Donaghy. Colm Cooper rajoute ensuite un troisième but avant que Mayo ne réagisse enfin pour recoller au score 3-8 à 3-2 à la mi-temps. A la reprise du match Kerry se déchaine et l’emporte brillamment 4-15 à 3-5. Paul Galvin obtient ainsi son deuxième titre de champion. Il termine l’année avec l’obtention d’un deuxième trophée All-Star.
2007 voit une nouvelle fois Kerry affronter Cork en finale du championnat du Munster. Kerry l’emporte difficilement 1-15 à 1-13. En Championnat d’Irlande, après une victoire étriquée contre Monaghan GAA, Kerry retrouve Dublin sur sa route en demi-finale puis Cork pour la première finale de l’histoire opposant deux équipes du Munster. Alors que la première mi-temps se révèle équilibrée, le « Kingdom » fait jouer sa puissance en seconde mi-temps et l’emporte 3-13 à 1-9.  C’est le troisième titre de champion d’Irlande pour Galvin.
En 2008 Galvin est nommé capitaine de l’équipe du Kerry. Ce qui devait être une année de gloire pour Galvin avec comme objectif un troisième titre consécutif dans le All-Ireland s’avère être une année particulièrement sombre pour le capitaine de Kerry. En ouverture du All-Ireland, Kerry affronte Clare GAA. La victoire est facile pour Kerry mais controversée pour Galvin. Alors que l’arbitre s’apprête à lui adresser un carton jaune, Galvin arrache des mains de l’arbitre le carton et le projette dans les airs. Après une nouvelle apostrophe envers le juge de touche, il se voit sanctionné un deuxième carton jaune synonyme d’exclusion . Paul Galvin est alors suspendu 6 mois par la commission de discipline, suspension ensuite réduite à 12 semaines. En son absence Kerry se qualifie pour sa cinquième finale consécutive. La suspension de Galvin prend fin le jour de la finale contre Tyrone GAA. Il rentre en cours de match en tant que remplaçant. Cela ne permet pas d’empêcher Tyrone de conquérir son troisième titre de la décennie.